# Boris Savinkov
Boris Viktorovitj Savinkov, född 19 januari 1879 i Charkov, Lillryssland Kejsardömet Ryssland i nuvarande Ukraina, död 7 maj 1925 i Moskva, var en rysk politiker, terrorist och författare. 
Savinkov tillhörde det socialistrevolutionära partiet och organiserade många våldsdåd mot tsarregimen, till exempel morden på inrikesminister Vjatjeslav von Plehve 1904 och storfurst Sergej Aleksandrovitj året efter. Han fängslades, dömdes till döden men lyckades fly till Frankrike. Efter februarirevolutionen 1917 återvände han till Ryssland och utnämndes till biträdande krigsminister under Aleksandr Kerenskij i den provisoriska regeringen. 
Savinkov tvingades lämna regeringen i augusti 1917 sedan Kerenskij, som nu efterträtt Georgij Lvov som premiärminister, förlorat förtroendet för honom efter Kornilov-affären. Efter oktoberrevolutionen 1917 stred Savinkov mot bolsjevikerna och för den vita armén i ryska inbördeskriget. Efter motgångar i inbördeskriget tvingades han åter fly till Frankrike 1920. Han återvände 1924 till Ryssland i syfte att samarbeta med bolsjevikerna. Han fängslades dock genast och dömdes till döden. Året därpå dog han i Lubjanka, antingen genom självmord eller en mer sannolik avrättning. I samband med den sk läkarkomplotten 1952, då framförallt judiska läkare anklagades för avsikten att mörda ledande medlemmar i politbyrån krävde Stalin ”Slå dem. Vad är ni för ena? Vill ni vara större humanister än Lenin som beordrade Dzerzjinskij att kasta ut Savinkov genom fönstret?” 
Savinkov var även känd som författare och skrev under pseudonymen Ropsjin. På svenska finns En terrorists memoarer (Vospominanija terrorista) (översättning Kjell Johansson, Murbräckan, 2003)